# Nélson Oliveira
Nélson Miguel Castro Oliveira, född 8 augusti 1991, är en portugisisk fotbollsspelare (anfallare) som spelar för Vitória SC. 
Han blev uttagen till Portugals trupp till EM i fotboll 2012.

## Meriter

### Klubblag
Benfica
- Portugisiska ligacupen: 2011–12; Andra plats 2010–11

### Landslag
- U20-VM i fotboll: Andra plats 2011

### Individual
- U20-VM i fotboll: Silverbollen 2011